# 新界區專線小巴79S線
新界區專線小巴79S線，由樂方投資有限公司（馬亞木旗下）營辦，來往俊宏軒及落馬洲管制站，曾是唯一一條運輸署資料上的聯營專綫小巴路線。

## 歷史
- 2003年1月27日：79S線投入服務，來往天頌苑及新田公共運輸交匯處，以配合落馬洲管制站與皇崗口岸實施全日24小時通關，當時來往天頌苑及落馬洲管制站。[1]
- 2003年3月20日：政府以試驗計劃形式，於落馬洲管制站延長通關時段（00:00至06:30）讓的士及專綫小巴進入管制站營運，故此路線改以落馬洲管制站為終點。[2][3]
- 2005年1月26日：的士及專綫小巴於落馬洲管制站營運時間提早由23:00開始，此路線亦相應延長服務時間。[4]
- 2008年中：79S線天水圍總站被建議遷往天水圍市中心，後來路線於回程繞經天水圍市中心。[5]
- 2012年12月9日：因應天水圍居民要求[6]，79S線天水圍總站遷往俊宏軒，來回方向繞經天水圍北，並增派4部小巴行走。[7]
- 2022年3月6日，因嚴重虧蝕，均億投資（友文投資旗下）退出營運，此路線改由樂方投資獨自營運。[8]

## 服務時間及班次
| 俊宏軒開                 | 俊宏軒開    | 俊宏軒開     | 落馬洲管制站開           | 落馬洲管制站開 | 落馬洲管制站開 |
| 日期                     | 服務時間    | 班次（分鐘） | 日期                     | 服務時間       | 班次（分鐘）   |
| ------------------------ | ----------- | ------------ | ------------------------ | -------------- | -------------- |
| 星期一至四               | 23:10-01:40 | 10           | 星期一至四               | 00:00-02:00    | 10             |
| 星期一至四               | 01:40-05:40 | 12           | 星期一至四               | 02:00-05:00    | 15             |
|                          |             |              | 星期一至四               | 05:00-06:30    | 10             |
| 星期五、六、日及公眾假期 | 23:10-01:40 | 10           | 星期五、六、日及公眾假期 | 00:00-06:30    | 10             |
| 星期五、六、日及公眾假期 | 01:40-05:40 | 12           |                          |                |                |

### 備註
- 實際班次較頻密，約10分鐘一班。
- 設有短途班次往返落馬洲管制站及元朗大馬路。
- 根據運輸署資料，不得提供來往落馬洲管制站及新田公共運輸交匯處的短程服務。

## 收費
- 全程收費：$11.5
  - 天水圍往來元朗市：$8.2

| - 本線大小同價。 - 乘客可以現金或八達通於上車時付款，不設找續。 - 65歲或以上長者使用長者或個人八達通（包括「樂悠咭」），合資格殘疾人士使用「殘疾人士身份」個人八達通卡繳付車資，以及60至64歲香港居民使用「樂悠咭」，均可享有每程劃一$2.0的政府長者及合資格殘疾人士公共交通票價優惠計劃。 - 乘客若繳付分段收費，請通知車長調校八達通機。 |

## 行車路線
- 往落馬洲管制站途經：俊宏軒通道、天瑞路、天秀路、天葵路、天龍路、天城路、天恩路、嘉恩街、天恩路、天榮路、天城路、天華路、天瑞路、天頌苑通道、天瑞路、天湖路、天耀路、天福路、朗天路、水邊圍交匯處、朗屏路、朗屏邨巴士總站、朗屏路、鳳池路、屏會街、元朗安寧路、青山公路－元朗段、朗日路、青山公路－元朗段、博愛交匯處、元朗公路、新田公路、新田交匯處、支路、新田公共運輸交匯處、青山公路－新田段、支路、新田交匯處及新深路
- 往俊宏軒途經：新深路、新田交匯處、新田公路、元朗公路、博愛交匯處、青山公路－元朗段、擊壤路、元朗安寧路、媽廟路、宏達路、鳳池路、朗屏路、朗屏邨巴士總站、朗屏路、水邊圍交匯處、朗天路、天福路、天耀路、天湖路、天瑞路、天華路、天城路、天恩路、嘉恩街、天恩路、天榮路、天城路、天龍路、天葵路、天秀路、天瑞路及俊宏軒通道

## 外部連結
- 香港巴士大典上的相关条目：新界專綫小巴79S線